# Seysses
Seysses é uma comuna francesa na região administrativa da Occitânia, no departamento do Alto Garona. Estende-se por uma área de 25.26 km², com 9.322 habitantes, segundo os censos de 2018, com uma densidade de 370 hab/km².